# Cameron Phillips
Cameron Phillips is een personage uit de Amerikaanse televisieserie Terminator: The Sarah Connor Chronicles, dat een spin-off is van de Terminator-films is. Ze maakte haar debuut in de pilotaflevering van de serie. Ze wordt gespeeld door Summer Glau.
Cameron is een Terminator van een onbekend model. Ze is geprogrammeerd om John Connor te beschermen tegen vijandige Terminators gestuurd door Skynet.

## Karakterconcept
Cameron is vernoemd naar James Cameron, de bedenker van de Terminator-franchise. Johs Friedman maakte van Cameron een geavanceerdere versie van de T-800, gespeeld door Arnold Schwarzenegger. Camerons uiterlijk is ook meer in overeenstemming met van James Cameron in gedachten had voor de Terminator uit de originele film, voordat Schwarzenegger de hoofdrol kreeg.

## Achtergrond
Er is maar weinig bekend over Camerons bestaan van voor de pilot. Haar rol in de serie is gelijk aan die van de T-800 in de films Terminator 2: Judgment Day en Terminator 3: Rise of the Machines.
In de pilotaflevering wordt ze naar het jaar 1999 gestuurd. Daar ontmoet ze al snel John en Sarah Connor. Ze neemt hen mee naar het jaar 2007, van waaruit ze samen vechten tegen de komst van Skynet en de vijandige Terminators gestuurd door Skynet. In een paar flashbacks wordt gezien dat ze Johns oom, Derek Reese, kent uit het verzet. Derek is om onbekende reden uitermate vijandig tegenover Cameron.
In het eerste seizoen probeert ze samen met John en Sarah een schaakmachine genaamd “The Turk” te bemachtigen, daar deze later uit zal groeien tot Skynet.
Het is niet precies bekend wat voor model Terminator Cameron is. Mogelijk is ze een geavanceerdere versie van de T-800 reeks, met betere mogelijkheden voor het imiteren van menselijk gedrag en emoties. Ze kan bijvoorbeeld voedsel verwerken, en emoties tonen. In de tweede aflevering is een vijandige Terminator niet in staat Camerons model te scannen, en identificeert haar als “onbekende cyborg”.
Cameron heeft in de serie en ongemakkelijke relatie met Sarah, die alle Terminators wantrouwt.
Cameron toont soms eigenaardig gedrag voor een Terminator. Zo lijkt ze soms tegen haar programmering in te gaan. Zo twijfelt ze in "Automatic for the People" even over het onschadelijk maken van een andere Terminator.

## Trivia
In 2008 won Glau de Saturn Award voor “beste vrouwelijke bijrol op tv” voor haar rol van Cameron.